# YUBA liga 1960
La YUBA liga 1960 è stata la 16ª edizione del massimo campionato jugoslavo di pallacanestro maschile. La vittoria finale è stata ad appannaggio dell'OKK Belgrado.

## Regular season
|     | Squadra               | G  | V  | N | P  | PF    | PS    | Pt. | Qualificazione |
| --- | --------------------- | -- | -- | - | -- | ----- | ----- | --- | -------------- |
| 1.  | OKK Belgrado          | 18 | 14 | 0 | 4  | 1.565 | 1.278 | 28  |                |
| 2.  | AŠK Lubiana           | 18 | 13 | 0 | 5  | 1.318 | 1.151 | 26  |                |
| 3.  | Zadar                 | 18 | 9  | 2 | 7  | 1.275 | 1.256 | 20  |                |
| 4.  | Partizan Belgrado     | 18 | 9  | 1 | 8  | 1.318 | 1.324 | 19  |                |
| 5.  | Željezničar Karlovac  | 18 | 8  | 1 | 9  | 1.225 | 1.263 | 17  |                |
| 6.  | Stella Rossa Belgrado | 18 | 7  | 0 | 11 | 1.275 | 1.285 | 14  |                |
| 7.  | Radnički Belgrado     | 18 | 7  | 0 | 11 | 1.024 | 1.110 | 14  |                |
| 8.  | Sloboda Tuzla         | 18 | 7  | 0 | 11 | 1.000 | 1.128 | 14  |                |
| 9.  | Proleter Zrenjanin    | 18 | 7  | 0 | 11 | 1.160 | 1.296 | 14  | retrocesse     |
| 10. | Železničar Lubiana    | 18 | 7  | 0 | 11 | 1.128 | 1.197 | 13  | retrocesse     |

| YUBA liga 1960         |
| ---------------------- |
| OKK Belgrado 2º titolo |

## Formazione vincitrice
| N° | Naz.                  | Ruolo | Sportivo             |  | Alt. |  |
| -- | --------------------- | ----- | -------------------- |  | ---- |  |
|    | Jugoslavia (bandiera) | P     | Miodrag Nikolić      |  | 188  |  |
|    | Jugoslavia (bandiera) |       | Slobodan Gordić      |  | 192  |  |
|    | Jugoslavia (bandiera) | AG    | Radivoj Korać        |  | 196  |  |
|    | Jugoslavia (bandiera) |       | Dušan Gajin          |  |      |  |
|    | Jugoslavia (bandiera) | C     | Trajko Rajković      |  | 204  |  |
|    | Jugoslavia (bandiera) |       | Slobodan Miloradović |  |      |  |
|    | Jugoslavia (bandiera) |       | Ljubomir Lucić       |  |      |  |
|    | Jugoslavia (bandiera) |       | Frane Bosiočić       |  |      |  |
|    | Jugoslavia (bandiera) |       | Bogomir Rajković     |  |      |  |
|    | Jugoslavia (bandiera) |       | Bruno Pavelić        |  |      |  |
|    | Jugoslavia (bandiera) |       | Milan Tošić          |  |      |  |
|    | Jugoslavia (bandiera) |       | Milorad Erkić        |  |      |  |
|    | Jugoslavia (bandiera) |       | Branko Kosović       |  |      |  |
|    | Jugoslavia (bandiera) |       | Vojislav Jovanović   |  |      |  |
|    | Jugoslavia (bandiera) | All.  | Borislav Stanković   |  |      |  |